# Асан Мукунхва
Асан Мукунхва - південнокорейський футбольний клуб, який базується в Асані. Гравці клубу - південнокорейські професійні футболісти, які виконують свої дворічні військові обов'язки. Станом на сезон 2019 року клуб грав в К-Лізі 2, другій за рівнем лізі в Південній Кореї, після чого був розформований.

## Історія
Заснований як футбольний клуб Сеул Поліс Департамент у 1961 році. За свою історію він виграв ряд змагань, таких як Національний турнір з футболу президента Кореї та Корейська напівпрофесійна футбольна ліга в 1960-х роках, перш ніж вона була розпущена в листопаді 1967 року. Клуб був відновлений в 1996 році, і він частково складався з гравців, які виконували свої дворічні військові обов'язки, подібно до іншого військового клубу «Санджу Санму».
У 2013 році ФК Поліс приєднався до К-Ліги 2.
У лютому 2014 року ФК Поліс був перейменований в ФК Ансан.
У січні 2016 року назву клубу було змінено на Асан Мукунхва. Корейське слово мукунхва означає гібіскус сирійський і є символом корейської поліції.

## Відомі гравці
- Кім Ду Хьон
- Йом Кі Хун
- О Бом Сок
- Чу Се Джон